# Óscar García Junyent
Óscar García Junyent (Sabadell, Barcelona; 26 de abril de 1973) es un exfutbolista y entrenador de fútbol español. Actualmente está sin club.
Como futbolista, jugaba como mediapunta y desarrolló la mayor parte de su carrera profesional entre el FC Barcelona y el RCD Espanyol.
Es el mayor de la saga de futbolistas García Junyent, formada por sus hermanos Genís y Roger.

## Trayectoria

### Como jugador

#### Inicios en el FC Barcelona
Óscar García inició su carrera en el Gimnàstic Mercantil de su Sabadell natal. En edad alevín ingresó en el FC Barcelona, para empezar a progresar en sus distintas categorías inferiores. La temporada 1990/91 formó parte de la generación que se proclamó subcampeona de Liga y Copa juvenil, junto a jugadores como Sergi Barjuán, Quique Martín o Luis Cembranos. Esa misma campaña se estrenó con el primer equipo, el 21 de mayo de 1991, en un partido amistoso en Vilasar de Mar donde marcó dos goles de la victoria por 0-10. Participó también en un encuentro de la Copa Cataluña, torneo que ese año ganaron los azulgrana. La temporada 1991/92 saltó directamente del juvenil al filial de Segunda División, donde pronto se convirtió en uno de sus jugadores más destacados.
El verano de 1992 realizó la pretemporada con el primer equipo, a las órdenes de Johan Cruyff. Y aunque inició la temporada 1992/93 en Segunda con el FC Barcelona B, en la recta final de la campaña Cruyff le dio varias oportunidades con el primer equipo. Con 19 años, debutó en partido oficial con el FC Barcelona el 17 de febrero de 1993, en un partido de la Copa del Rey ante el Atlético de Madrid que finalizó 6-0. Óscar contribuyó a la goleada con un tanto, tras haber salido al campo en substitución de Richard Witschge. Su debut en Primera División llegó poco después, el 9 de mayo de 1993 en el Camp Nou, saltando al campo como titular en un encuentro contra el Cádiz CF que finalizó 4-1. En total, esa temporada Óscar participó en tres partidos de liga con los azulgrana, que acabaron conquistando el título. La siguiente temporada siguió formando parte de la plantilla Barcelona B en Segunda División, siendo, con Jordi Cruyff, el máximo goleador del filial, con doce tantos. Y al igual que la campaña anterior, tuvo la ocasión de participar en el título liguero del primer equipo disputando dos partidos.

#### Cesión al Albacete
Ante la dificultad de encontrar acomodo en la plantilla del primer equipo, la temporada 1994/95 el club decidió cederlo al Albacete Balompié, para que pudiese seguir su progresión en Primera División. Óscar fue un habitual en las alineaciones del club manchego esa temporada, salvo en la recta final del curso, cuando se vio relegado al banquillo tras anunciar el FC Barcelona su intención de recuperarlo para la siguiente campaña. Pese a todo, Óscar disputó un total de 29 partidos y anotó dos goles, ambos de idéntica factura: de potente volea, desde fuera del área, al saque de un córner. Además, alcanzó las semifinales de la Copa del Rey, uno de los mayores éxitos de la historia del club albaceteño.

#### Regreso al FC Barcelona
La temporada 1995/96 Óscar García regresó al FC Barcelona para formar parte de una plantilla que había iniciado un importante proceso de remodelación, y a la que también se había incorporado su hermano Roger, procedente del equipo filial. Óscar terminó la temporada como máximo goleador del equipo en la liga, con diez tantos, a pesar de no ser delantero centro y aunque no fue un titular fijo, ya que de los 28 partidos que disputó en liga, solo en once salió en la alineación inicial. El Barcelona cerró la temporada sin títulos, provocando el cese del técnico Johan Cruyff.
La marcha de su principal valedor y la llegada al banquillo de Bobby Robson, junto con una lesión, hicieron que Óscar empezara la temporada 1996/97 relegado al ostracismo para luego ganarse, poco a poco, la confianza del técnico inglés. En total, el sabadellense jugó esa campaña catorce partidos de liga -sólo dos completos- en los que anotó cuatro goles. Robson también le hizo jugar la prórroga de la final de la Copa del Rey -que los azulgrana conquistaron ante el Real Betis- aunque se quedó fuera de la final de la Recopa, conquistada ante el Paris Saint-Germain.
La situación de Óscar se complicó más todavía tras el relevo de Robson por Louis van Gaal, el verano de 1997. La temporada 1997/98, en la que el equipo ganó la Liga, la Copa y la Supercopa de Europa, Óscar tuvo una participación discontinua. En la liga disputó 16 partidos en los que anotó 5 goles. En la Copa, en cambio, disputó la prórroga de la final ante el RCD Mallorca y anotó el lanzamiento decisivo del desempate por penalties.
Ello no le sirvió para ganarse la confianza del técnico neerlandés, que la siguiente campaña relegó a Óscar y a su hermano Roger al ostracismo. Seis partidos y dos goles fueron la aportación de Óscar al título de liga de ese año, en su última temporada como azulgrana.

#### Valencia, Espanyol y Lleida
En julio de 1999 Óscar García fue presentado como nuevo jugador del Valencia CF. No tardó en conseguir su primer éxito vistiendo su nueva camiseta, porque apenas un mes más tarde conquistó la Supercopa de España ante su exequipo, el FC Barcelona. Sin embargo, Óscar no encajó en las exigencias físicas y tácticas de Héctor Cúper y el técnico argentino se limitó a alinearlo, únicamente, como en los minutos finales de algunos partidos.
Tras finalizar la temporada 1999/2000 como subcampeón de la Liga de Campeones, Óscar decidió abandonar Valencia y regresar a Barcelona, esta vez para jugar en el RCD Espanyol, donde ya militaba su hermano Roger. Los periquitos pagaron 600 millones de pesetas a los valencianos por su contratación. En el equipo blanquiazul también coincidiría con otros excompañeros azulgranas como Jordi Cruyff o Toni Velamazán. Óscar García jugó cuatro temporadas en el RCD Espanyol y, como ya le había sucedido en Valencia, su papel fue básicamente como suplente, saliendo al campo en las segundas partes. De los 54 partidos de liga jugados como blanquiazul, solo en 22 fue titular, anotando cuatro goles.
Tras tener un papel testimonial la campaña 2003/04 (jugó 152 minutos en toda la temporada), en agosto de 2004 rescindió su contrato con el RCD Espanyol y, pocas semanas después, firmó por un año con la UE Lleida, de Segunda División. En el club ilerdense tampoco logró consolidarse como titular, logrando tres goles en 23 encuentros. Al finalizar la temporada, con 31 años, se retiró del fútbol profesional.

### Como entrenador
Inicios
Tras colgar las botas, Óscar García inició su carrera en los banquillos en octubre de 2009, como entrenador del F.C.Barcelona Juvenil A, con la que se proclamó campeón de España en 2010. Desde noviembre de 2009 compatibilizó este puesto con el de segundo de Johan Cruyff al frente de la selección catalana.
La temporada 2010/11 abandonó su cargo en la selección catalana sub-18 -no en la absoluta- para ponerse al frente del equipo Juvenil A del FC Barcelona. En su primer año en el banquillo azulgrana conquistó el triplete: la Liga, la Copa del Rey y la Copa de Campeones, un hecho sin precedentes en la historia del club. En la temporada 2011/12 no pudo reeditar estos éxitos, así que abandonó el cargo un mes antes de finalizar el curso.
Maccabi Tel Aviv
Poco después, aceptó una oferta de Jordi Cruyff, secretario técnico del Maccabi Tel Aviv FC, para dirigir al equipo israelí la campaña 2012/13. El Maccabi se proclamó campeón de Liga tras 10 años de sequía, pero Óscar decidió abandonar el equipo.
Brighton & Hove Albion
En junio de 2013, se compromete por dos temporadas con el Brighton de la Football League Championship. como sustituto del uruguayo Gustavo Poyet. Pudo clasificar al equipo para el play-off de ascenso, aunque no logró subir a la Premier League. Una vez finalizada la temporada, el 12 de mayo de 2014 presentó su dimisión, que fue aceptada, por lo que dejó de ser entrenador del club inglés.
Regreso al Maccabi Tel Aviv
El 2 de junio de 2014, firma de nuevo con el Maccabi Tel Aviv FC, pero deja el club a finales de agosto por la situación bélica del país.
Watford FC
El 2 de septiembre se anuncia su fichaje por el Watford Football Club, que militaba en la Football League Championship inglesa. Sin embargo, a final de mes se desvincula de la entidad por problemas de salud.
Red Bull Salzburg
El 28 de diciembre de 2015, se convierte en el nuevo técnico del Red Bull Salzburg de la Bundesliga. Consiguió ganar dos Bundesligas y dos Copas de Austria en un año y medio en el banquillo del equipo austríaco.
AS Saint-Étienne
El 15 de junio de 2017, firmó como nuevo entrenador del AS Saint-Étienne. Completó un inicio muy prometedor al mando del conjunto francés, ya que ganó sus tres primeros partidos de la Ligue 1 2017-18; aunque luego entró en una mala racha de resultados, el último de los cuales fue una dolorosa derrota por 0-5 ante el Olympique de Lyon en el Derbi del Ródano. El 15 de noviembre de 2017, dimitió como entrenador del conjunto del Loira por discrepancias con sus dirigentes, dejando al equipo como 6.º clasificado tras 12 jornadas de la Ligue 1.
Olympiakos
El 5 de enero de 2018, el Olympiakos anunció su llegada como nuevo técnico hasta 2019. Tres meses después, el 3 de abril, presentó la dimisión. En su período en el club griego, se vio envuelto en una de las escenas más lamentables del fútbol, cuando en un partido ante el PAOK de Tesalónica un rollo de papel de los que se utilizan para las máquinas registradoras, lanzado desde la grada le causó una fuerte herida que le inhabilitó para el partido y que tuviera que ser ingresado en el hospital. Este hecho causó la suspensión del partido.
Celta de Vigo
El 4 de noviembre de 2019, se incorporó al Real Club Celta de Vigo, que se encontraba en zona de descenso, 18.º clasificado con sólo 9 puntos tras 12 jornadas de Liga. Los resultados fueron buenos y consiguió sacar al equipo de los puestos de descenso. Este cambio de dinámica hizo que el 26 de junio de 2020 renovara su contrato con el club por dos temporadas más. Finalmente, obtuvo la permanencia en la élite para el conjunto gallego y continuó en el banquillo celeste, pero los malos resultados al inicio de la temporada siguiente (una victoria, 4 empates y 4 derrotas en 9 jornadas de Liga) provocaron su destitución el 9 de noviembre de 2020, poco más de un año después de su llegada al club.
Stade de Reims
El 23 de abril de 2021, el presidente del Stade de Reims confirmó la contratación de Óscar García para la próxima temporada. Tras haber logrado la permanencia en su primera campaña, fue destituido el 13 de octubre de 2022 a causa de los malos resultados, aunque el equipo francés no ocupaba puestos de descenso.
OH Leuven
El 3 de noviembre de 2023, fue oficializado como nuevo entrenador del OH Leuven.De la forma más dramática, el club logró salir de la zona de descenso en el último segundo de la segunda mitad, tras una necesaria victoria por 1-0 sobre el KV Mechelen con el gol marcado por Nachon Nsingi. El 22 de noviembre de 2024, fue relevado de sus funciones después de un mal comienzo en la temporada.
Chivas
El 2 de diciembre de 2024, fue anunciado como técnico de las Chivas de cara a la temporada 2025.El 4 de marzo de 2025, fue relevado de su cargo después de un irregular comienzo en el Torneo Clausura.

### Otras facetas profesionales
Al margen de su trabajo en los banquillos, tras su retirada ha colaborado en el mundo del periodismo deportivo. Ha sido columnista en el diario Mundo Deportivo, y comentarista técnico en retransmisiones futbolísticas en varios medios como Catalunya Ràdio, Televisión Española, Movistar+ y, entre 2007 y 2009 en Barça TV, la televisión oficial del FC Barcelona.

## Selección nacional
Aunque no alcanzó la selección absoluta, fue internacional en prácticamente todas las categorías inferiores de la selección española: la sub-16, la sub-18, la sub-19, la sub-20 y la sub-21, de la que es el segundo máximo goleador histórico, con 12 tantos en 24 partidos. Participó en el Mundial Juvenil de 1991 (alcanzando los cuartos de final), en las Eurocopas Sub-21 de 1994 (tercer puesto) y 1996 (subcampeón) y en los Juegos Olímpicos de Atlanta en 1996, donde fue el máximo goleador del conjunto español, con dos tantos en cuatro partidos.
También ha disputado seis partidos internacionales de carácter amistoso con la selección de fútbol de Cataluña, en los que anotó cinco goles.

### Participaciones en torneos internacionales
| Torneo                           | Sede           | Resultado        |
| -------------------------------- | -------------- | ---------------- |
| Copa Mundial Juvenil de 1991     | Portugal       | Cuartos de final |
| Eurocopa sub-21 de 1994          | España         | Tercer puesto    |
| Eurocopa sub-21 de 1996          | Francia        | Subcampeón       |
| Juegos Olímpicos de Atlanta 1996 | Estados Unidos | Cuartos de final |

### Estadísticas con las selecciones de España
| Selección | Partidos | Goles |
| --------- | -------- | ----- |
| Sub-16    | 1        | 1     |
| Sub-18    | 4        | 1     |
| Sub-19    | 1        | -     |
| Sub-20    | 3        | -     |
| Sub-21    | 24       | 12    |
| Olímpica  | 4        | 2     |

## Clubes
| Club              | País   | Año       | Partidos | Goles |
| ----------------- | ------ | --------- | -------- | ----- |
| FC Barcelona B    | España | 1991-1994 | 82       | 23    |
| FC Barcelona      | España | 1993-1994 | 5        | 0     |
| Albacete Balompié | España | 1994-1995 | 29       | 2     |
| FC Barcelona      | España | 1995-1999 | 64       | 21    |
| Valencia CF       | España | 1999-2000 | 20       | 4     |
| RCD Espanyol      | España | 2000-2004 | 51       | 4     |
| UE Lleida         | España | 2004-2005 | 23       | 3     |

## Estadísticas como entrenador
| Club                              | País       | Año       | PJ  | PG  | PE  | PP | Efectividad |
| --------------------------------- | ---------- | --------- | --- | --- | --- | -- | ----------- |
| Selección de Cataluña (Asistente) | España     | 2010-2012 | ?   | ?   | ?   | ?  | ?           |
| FC Barcelona (Juvenil)            | España     | 2010-2012 | ?   | ?   | ?   | ?  | ?           |
| Maccabi Tel Aviv                  | Israel     | 2012-2013 | 43  | 28  | 7   | 8  | 70.55%      |
| Brighton & Hove Albion            | Inglaterra | 2013-2014 | 53  | 21  | 16  | 16 | 49.68%      |
| Maccabi Tel Aviv                  | Israel     | 2014      | 7   | 3   | 2   | 2  | 52.38%      |
| Watford                           | Inglaterra | 2014      | 4   | 1   | 2   | 1  | 41.67%      |
| Red Bull Salzburg                 | Austria    | 2015-2017 | 73  | 51  | 12  | 10 | 75.34%      |
| AS Saint-Étienne                  | Francia    | 2017      | 13  | 5   | 4   | 4  | 48.72%      |
| Olympiacos                        | Grecia     | 2018      | 13  | 6   | 5   | 2  | 58.97%      |
| Celta de Vigo                     | España     | 2019-2020 | 38  | 8   | 17  | 13 | 35.96%      |
| Stade de Reims                    | Francia    | 2021-2022 | 51  | 14  | 19  | 18 | 39.87%      |
| OH Leuven                         | Bélgica    | 2023-2024 | 45  | 12  | 17  | 16 | 39.26%      |
| Chivas                            | México     | 2024-2025 | 12  | 5   | 3   | 4  | 50%         |
| Total                             | Total      | Total     | 352 | 154 | 104 | 94 | 53.6%       |

## Palmarés

### Campeonatos nacionales
| Título                   | Club         | País   | Año  |
| ------------------------ | ------------ | ------ | ---- |
| Liga de Primera División | FC Barcelona | España | 1993 |
| Liga de Primera División | FC Barcelona | España | 1994 |
| Supercopa de España      | FC Barcelona | España | 1997 |
| Copa del Rey             | FC Barcelona | España | 1997 |
| Liga de Primera División | FC Barcelona | España | 1998 |
| Copa del Rey             | FC Barcelona | España | 1998 |
| Liga de Primera División | FC Barcelona | España | 1999 |
| Supercopa de España      | Valencia CF  | España | 2000 |

### Campeonatos internacionales
| Título              | Club         | País   | Año  |
| ------------------- | ------------ | ------ | ---- |
| Recopa de Europa    | FC Barcelona | España | 1997 |
| Supercopa de Europa | FC Barcelona | España | 1998 |

### Otros
| Título        | Club         | País   | Año  |
| ------------- | ------------ | ------ | ---- |
| Copa Cataluña | FC Barcelona | España | 1991 |
| Copa Cataluña | FC Barcelona | España | 1993 |

### Como entrenador
| Título          | Club                | País    | Año  |
| --------------- | ------------------- | ------- | ---- |
| Ligat ha'Al     | Maccabi Tel Aviv FC | Israel  | 2013 |
| Bundesliga      | Red Bull Salzburg   | Austria | 2016 |
| Copa de Austria | Red Bull Salzburg   | Austria | 2016 |
| Bundesliga      | Red Bull Salzburg   | Austria | 2017 |
| Copa de Austria | Red Bull Salzburg   | Austria | 2017 |